# Manila Wolves
I Manila Wolves sono una squadra di football americano di Manila, nelle Filippine; fondati nel 2009, hanno vinto il titolo nazionale nel 2014-15, nel 2015, nel 2017 e nel 2018.
Hanno partecipato al campionato 2016-17 col nome Wolfpack.

## Dettaglio stagioni

### Tornei nazionali

#### Campionato

##### ABP/PTFL/PAFL
| Stagione | regular season | regular season | regular season | regular season | regular season | regular season | playoff | playoff | playoff | playoff | playoff | playoff    | playoff             |
|          | Vin            | Par            | Per            | Tot            | PF             | PS             | Vin     | Per     | Tot     | PF      | PS      | risultato  | avversaria          |
| -------- | -------------- | -------------- | -------------- | -------------- | -------------- | -------------- | ------- | ------- | ------- | ------- | ------- | ---------- | ------------------- |
| 2010     | 0+?            | 0+?            | 1+?            | 1+?            | 0+?            | 50+?           | -       | -       | -       | -       | -       | -          | -                   |
| 2011     | 0              | 0              | 6              | 6              | 6              | 218            | 0       | 1       | 1       | 0       | 61      | Super Four | Manila Bandits      |
| 2012     | 0              | 0              | 6              | 6              | 18             | 85             | -       | -       | -       | -       | -       | -          | -                   |
| 2013-14  | 2              | 0              | 2              | 4              | 86             | 46             | -       | -       | -       | -       | -       | -          | -                   |
| 2014-15  | 6              | 0              | 0              | 6              | 206            | 8              | 1       | 0       | 1       | 16      | 0       | Campioni   | Manila Bandits      |
| 2015     | 6              | 0              | 0              | 6              | 362            | 12             | 1       | 0       | 1       | 30      | 12      | Campioni   | Manila Bandits      |
| 2016-17  | 2              | 0              | 2              | 4              | 86             | 36             | 1       | 1       | 2       | 48      | 46      | Finale     | Manila Rough Riders |
| 2017     | 4              | 0              | 0              | 4              | 215            | 26             | 2       | 0       | 2       | 70      | 24      | Campioni   | Manila Cavemen      |
| 2018     | 5              | 0              | 0              | 5              | 372            | 42             | 2       | 0       | 2       | 100     | 26      | Campioni   | Manila Cavemen      |
| 2019     | 5              | 0              | 1              | 6              | 261            | 41             | 0       | 1       | 1       | 29      | 34      | Finale     | Manila Datu         |
| Totale   | 30+?           | 0+?            | 18+?           | 48+?           | 1612+?         | 564+?          | 7       | 3       | 10      | 293     | 203     |            |                     |

Fonti: Enciclopedia del Football - A cura di Roberto Mezzetti

### Riepilogo fasi finali disputate
| Anno             | Luogo | Evento | Fase del torneo | Incontro                              | Risultato |
| 23 luglio 2011   |       | ABP    | Super Four      | Manila Bandits - Manila Wolves        | 61 - 0    |
| 1º febbraio 2015 |       | ABP    | ArenaBowl       | Manila Wolves - Manila Bandits        | 16 - 0    |
| 13 dicembre 2015 |       | PTFL   | Super Bowl      | Manila Wolves - Manila Bandits        | 30 - 12   |
| 28 gennaio 2017  |       | PAFL   | Finale          | Manila Rough Riders - Manila Wolfpack | 22 - 20   |
| 19 novembre 2017 |       | PAFL   | Finale          | Manila Wolves - Manila Cavemen        | 22 - 16   |
| 1º dicembre 2018 |       | PAFL   | Finale          | Manila Wolves - Manila Cavemen        | 37 - 20   |
| 17 novembre 2019 |       | PAFL   | Finale          | Manila Wolves - Manila Datu           | 29 - 34   |

## Palmarès
- 4 Campionati filippini[4] (2014-15, 2015, 2017, 2018)